# Jöran Mueller
Jöran Mueller, född 21 juni 1926 i Basel, Schweiz, död 28 december 2000 i Lidingö församling, Stockholms län, var en svensk jurist.
Jöran Mueller blev juris kandidat vid Stockholms högskola 1949 och genomförde tingstjänstgöring 1951–1954, varpå han blev fiskal i Svea hovrätt 1955. Han var tillförordnad advokatfiskal 1957–1959 och utnämndes till assessor 1961 samt hovrättsråd 1970. Han tjänstgjorde därefter i Regeringskansliet, där han blev sakkunnig i Utbildningsdepartementet 1962, lagbyråchef 1963, kansliråd 1965 och rättschef i Utbildningsdepartementet 1970. Jöran Mueller var regeringsråd 1977–1993, från 1990 som ordförande på avdelning i Regeringsrätten. Han tjänstgjorde som ledamot i lagrådet 1981–1983.